# NGC 7600
NGC 7600 is een elliptisch sterrenstelsel in het sterrenbeeld Waterman. Het hemelobject werd op 10 september 1785 ontdekt door de Duits-Britse astronoom William Herschel.
Waarnemers in de Benelux kunnen, aan de hand van NGC 7600, op zoek gaan naar de gordel van geostationaire satellieten. De telescoop met volgmechanisme dient naar NGC 7600 gericht te worden, de geostationaire satellieten bewegen traag door het beeldveld.

## Synoniemen
- MCG -1-59-19
- PGC 71029